# Atribuição aleatória

Lançamento de uma moeda. Observar o resultado do lançamento e atribuir "cara" ou "coroa" a dois grupos distintos é uma das formas de construir uma atribuição aleatória para uma amostra.

Atribuição aleatória ou colocação aleatória é uma técnica experimental utilizada para distribuir participantes humanos ou animais em diferentes grupos de um experimento (por exemplo, grupo de tratamento versus grupo de controle) por meio de randomização, como o lançamento de uma moeda ou o uso de um gerador de números aleatórios. Esse método busca garantir que cada indivíduo tenha a mesma probabilidade de ser alocado em qualquer grupo, permitindo que diferenças observadas ao final do experimento sejam atribuídas, com maior confiança, ao procedimento experimental, e não a características individuais dos participantes.
A atribuição aleatória ajuda a evitar que as diferenças entre os grupos sejam sistemáticas desde o início do experimento. Ela não garante que os grupos sejam idênticos ou "combinados", mas assegura que quaisquer diferenças possam ser consideradas resultado do acaso.
Por analogia, a colocação aleatória facilita a comparação entre grupos semelhantes, como "maçãs com maçãs" ou "laranjas com laranjas".

## Passos
A técnica pode ser aplicada em três passos básicos:
- Passo 1: Coletar uma amostra. Exemplo: 20 pessoas.
- Passo 2: Escolher um método aleatório simples, como lançar uma moeda e observar o resultado ("cara" ou "coroa").
- Passo 3: Para cada pessoa, realizar o lançamento da moeda e atribuir "cara" ao grupo de controle e "coroa" ao grupo de tratamento. Após 20 lançamentos, terá dois grupos distintos formados aleatoriamente.

## Exemplos
Considere um experimento com um grupo de tratamento e um grupo de controle. Suponha que o pesquisador recrute 50 pessoas: 25 com olhos azuis e 25 com olhos castanhos. Se todos os indivíduos de olhos azuis forem colocados no grupo de tratamento e os de olhos castanhos no grupo de controle, os resultados podem ser influenciados pela cor dos olhos, e não pelo tratamento. Com a atribuição aleatória, cada participante é alocado aleatoriamente, aumentando a chance de que as diferenças observadas sejam devidas ao tratamento, e não a fatores externos.
Mesmo com a randomização, os grupos podem apresentar diferenças estatísticas. Por exemplo, um teste de significância estatística aplicado a grupos aleatórios pode rejeitar a hipótese nula de que eles têm a mesma média populacional, indicando que não pertencem à mesma população, embora tenham sido extraídos do mesmo grupo original. Isso é raro, mas possível — como ter 20 pessoas de olhos azuis em um grupo e 5 em outro —, o que pode gerar dúvidas sobre a causalidade do efeito experimental.
A atribuição aleatória é essencial em testes estatísticos que assumem uma amostra independente e aleatória, pois controla todos os atributos dos participantes (diferentemente da correspondência em variáveis específicas) e fornece a base matemática para estimar a equivalência entre grupos, tanto antes quanto após o experimento, usando estatística inferencial. Modelagens estatísticas avançadas podem ajustar a análise ao método de amostragem.

## História
A randomização foi destacada na teoria da inferência estatística por Charles Sanders Peirce em "Illustrations of the Logic of Science" (1877–1878) e "A Theory of Probable Inference" (1883). Peirce usou a randomização no experimento Peirce-Jastrow, que investigava a percepção de peso com voluntários vendados, inspirando estudos em psicologia e educação.
Jerzy Neyman defendeu a randomização em amostragem de pesquisas (1934) e experimentos (1923). Ronald A. Fisher popularizou o conceito em seu livro "The Design of Experiments" (1935), consolidando seu uso no planejamento experimental.